# Act I : Live in Rosario
Act 1 es el primer material en vivo de la soprano finlandesa Tarja Turunen. A finales de marzo de 2012 se grabaron y se filmaron dos conciertos con 10 cámaras HD en el Teatro El Círculo de Rosario (Argentina) y se lanzó en CD, DVD y Blu-ray el 24 de agosto de 2012.
La lista de canciones consiste en una combinación de sus 2 discos solistas, el clásico de Nightwish «Nemo» y versiones de Andrew Lloyd Webber, Gary Moore y Whitesnake, además de algunos extras.
El 10 de julio, earMusic lanzó el primer avance oficial de Act I.

## Recepción
Act I:Live in Rosario tuvo muy buenas críticas. El sitio web getreadytoROCK! declaró que "este CD en vivo va a complacer a todos sus fans, [...] el epic metal mezclado con pop y música clásica jamás sonó tan bien."
Ant May de Planetmosh apreció los aspectos técnicos "La iluminación es fantástica, con muchísimos colores y efectos de luces acompañados por lásers que en combinación producen un gran efecto visual", y además calificó al sonido como "perfecto y nítido"
En la reseña de Firebrand Media, Lee Walker comentó que "Tarja comprobó una vez más que ella camina sola, siete largos años han pasado desde su partida de la banda anterior y, con el pasar del tiempo, siguió comprobando que es una artista exitosa por su propia cuenta. “Act I” capta de manera única toda la magia de sus actuaciones en vivo."

## Canciones del DVD doble
| DVD1 | |          |  |
| N.º  | Título | Duración |  |
| 1.   | «If You Believe (Intro)»                                                                                       | 4:00     |  |
| 2.   | «Anteroom Of Death»                                                                                            | 4:20     |  |
| 3.   | «My Little Phoenix»                                                                                            | 5:20     |  |
| 4.   | «Dark Star» | 5:15     |  |
| 5.   | «Naiad» | 7:22     |  |
| 6.   | «Falling Awake»                                                                                                | 5:18     |  |
| 7.   | «I Walk Alone»                                                                                                 | 5:45     |  |
| 8.   | «Orpheus Hallucination / Orpheus In The Underworld»                                                            | 6:35     |  |
| 9.   | «Little Lies (Band Instrumental)»                                                                              | 2:17     |  |
| 10.  | «Little Lies»                                                                                                  | 5:48     |  |
| 11.  | «Into the Sun»                                                                                                 | 4:38     |  |
| 12.  | «Nemo (Nightwish)»                                                                                             | 6:05     |  |
| 13.  | «Acoustic Set: - Rivers Of Lust - Minor Heaven - Montañas De Silencio - Sing For Me - I Feel Immortal»         | 10:40    |  |
| 14.  | «Never Enough»                                                                                                 | 5:05     |  |
| 15.  | «In For A Kill»                                                                                                | 6:10     |  |
| 16.  | «Toccata And Fugue D-minor (BWV 565) (Johann Sebastian Bach) / The Phantom of the Opera (Andrew Lloyd Webber)» | 7:05     |  |
| 17.  | «Die Alive» | 5:00     |  |
| 18.  | «Until My Last Breath»                                                                                         | 8:40     |  |
| 19.  | «Over The Hills And Far Away (Gary Moore)»                                                                     | 12:01    |  |

| DVD2 |                                                                                        |          |  |
| N.º  | Título                                                                                 | Duración |  |
| 1.   | «Boy And The Ghost»                                                                    | 4:30     |  |
| 2.   | «Lost Northern Star»                                                                   | 5:15     |  |
| 3.   | «Ciarán's Well»                                                                        | 3:45     |  |
| 4.   | «Tired of Being Alone»                                                                 | 6:40     |  |
| 5.   | «Where Were You Last Night / Heaven Is A Place On Earth / Livin' On A Prayer (Medley)» | 4:10     |  |
| 6.   | «Underneath»                                                                           | 6:05     |  |
| 7.   | «The Reign»                                                                            | 5:05     |  |
| 8.   | «Oasis / The Archive Of Lost Dream»                                                    | 5:45     |  |
| 9.   | «Still Of The Night (Whitesnake)»                                                      | 7:00     |  |
| 10.  | «Crimson Deep»                                                                         | 7:43     |  |

+ Bonus:
- Entrevista con Tarja y los miembros de la banda
- Videoclip: Into The Sun
- Galería de fotos 1: Through the eyes of the fans
- Galería de fotos 2: From our vaults: A fly on the wall

## Canciones del CD doble
| CD1 |                                   |          |  |
| N.º | Título                            | Duración |  |
| 1.  | «Anteroom Of Death»               | 4:20     |  |
| 2.  | «My Little Phoenix»               | 4:42     |  |
| 3.  | «Dark Star»                       | 4:44     |  |
| 4.  | «Naiad»                           | 7:34     |  |
| 5.  | «Falling Awake»                   | 5:15     |  |
| 6.  | «I Walk Alone»                    | 4:27     |  |
| 7.  | «Little Lies»                     | 4:23     |  |
| 8.  | «Into the Sun»                    | 4:31     |  |
| 9.  | «Nemo (Nightwish)»                | 5:03     |  |
| 10. | «Never Enough»                    | 4:55     |  |
| 11. | «Still of the Night (Whitesnake)» | 6:41     |  |
| 12. | «In For A Kill»                   | 5:07     |  |

| CD2 |                                                                                        |          |  |
| N.º | Título                                                                                 | Duración |  |
| 1.  | «Boy And The Ghost»                                                                    | 4:29     |  |
| 2.  | «Lost Northern Star»                                                                   | 4:38     |  |
| 3.  | «Ciarán's Well»                                                                        | 3:40     |  |
| 4.  | «Tired Of Being Alone»                                                                 | 5:56     |  |
| 5.  | «Where Were You Last Night / Heaven Is a Place on Earth / Livin' on a Prayer (Medley)» | 4:05     |  |
| 6.  | «Underneath»                                                                           | 5:40     |  |
| 7.  | «Oasis / The Archive Of Lost Dream»                                                    | 4:17     |  |
| 8.  | «Crimson Deep»                                                                         | 7:35     |  |
| 9.  | «The Phantom of the Opera (Andrew Lloyd Webber)»                                       | 6:48     |  |
| 10. | «Die Alive»                                                                            | 4:11     |  |
| 11. | «Until My Last Breath»                                                                 | 4:40     |  |
| 12. | «Over the Hills and Far Away (Gary Moore)»                                             | 6:07     |  |

## Posición en los rankings
| Gráfica (2012)  | País                  | Puesto más alto |
| --------------- | --------------------- | --------------- |
| Australia       | Austria DVD Chart     | 3               |
| Bélgica         | Belgian DVD Chart     | 2               |
| República Checa | Czech DVD Chart       | 19              |
| Países Bajos    | Dutch DVD Chart       | 4               |
| Finlandia       | Finnish DVD Chart     | 1               |
| Francia         | France DVD Chart      | 2               |
| Alemania        | German DVD Chart      | 2               |
| Suecia          | Swedish DVD Chart     | 8               |
| Suiza           | Switzerland DVD Chart | 2               |

| Álbumes (2012)                   | Puesto más alto |
| -------------------------------- | --------------- |
| Austria Álbumes Chart            | 36              |
| Belgium Álbumes Chart (Wallonia) | 82              |
| Belgium Álbumes Chart (Flanders) | 99              |
| Finland Álbumes Chart <          | 12              |
| France Álbumes Chart             | 147             |
| German Álbumes Chart             | 5               |
| Switzerland Álbumes Char         | 48              |

## Formación
| - Tarja Turunen - Voz principal, Piano, Teclados - Alex Scholpp - Guitarra eléctrica, Guitarra acústica - Kevin Chown - Bajo, Segunda voz, Ukulele - Christian Kretschmar - Teclados, Violoncello - Mike Terrana - Batería, Yembe - Max Lilja - Violonchelo | - Doug Wimbish - Bajo, Bajo acústico - Julian Barrett - Guitarra eléctrica, Guitarra acústica - Diego Valdez - Voz ("The Phantom of the Opera") |